# Cazouls-d’Hérault
Cazouls-d’Hérault település Franciaországban, Hérault megyében. Lakosainak száma 413 fő (2022. január 1.). Cazouls-d’Hérault Lézignan-la-Cèbe, Montagnac, Nizas, Paulhan és Usclas-d’Hérault községekkel határos.

## Népesség
A település népességének változása:
| Lakosok száma | 315  | 302  | 283  | 302  | 394  | 399  | 406  | 412  | 409  | 413  |
|               | 1968 | 1982 | 1990 | 2006 | 2013 | 2015 | 2017 | 2019 | 2020 | 2022 |